# Làmbic
Làmbic (en neerlandès lambiek o també lambik) és un tipus molt característic de cervesa fabricada només a la regió flamenca del Pajottenland al voltant de la vila de Lembeek. Així mateix, la cervesa làmbic és la base per a l'elaboració posterior d'altres estils de cervesa com ara la gueuze, la faro, o la kriek… també anomenades doncs làmbic gueuze, làmbic faro, làmbic kriek…
A diferència d'altres cerveses més convencionals (d'alta o baixa fermentació) que són fermentades a partir de soques curosament conreades de llevats de cervesa, la cervesa làmbica es produeix per fermentació espontània exposant-se a llevats salvatges i altres bacteris flotants en l'ambient que es creu són natius de la vall del riu Zenne. És aquest procés inusual que dona a la cervesa el seu sabor distintiu: sec, àcid, que recorda fortament al vi i sobretot a la sidra i amb un regust lleugerament agre. Una altra particularitat de les cerveses làmbiques són els llúpols especials que s'hi utilitzen, totalment assecats i envellits durant tres anys.
La cervesa làmbica pura o sense barrejar és un cervesa tèrbola, força àcida i amb menys gas i menys graduació que la resta de cerveses làmbiques (perquè només ha fermentat una vegada). Té fama de ser força refrescant i se sol servir directament de la bóta després d'haver macerat en general uns tres anys.